# Internationale Beziehungen des Heiligen Stuhls

Diplomatische Beziehungen des Heiligen Stuhls:
diplomatische Beziehungen
andere Beziehungen
keine offiziellen Beziehungen

Der Heilige Stuhl unterhält Internationale Beziehungen zu 183 Staaten (einschließlich der Europäischen Union und des Souveränen Malteserordens; Stand: 2020), betreibt in vielen davon Apostolische Nuntiaturen als Sitz eines Nuntius und besitzt den ältesten diplomatischen Dienst der Welt.

## Diplomatische Beziehungen
| Albanien                    | Apostolischer Nuntius in Albanien                           | Botschafter beim Heiligen Stuhl             | Beziehungen |
| Andorra                     | Apostolischer Nuntius in Andorra                            | Botschafter beim Heiligen Stuhl             |             |
| Angola                      | Apostolischer Nuntius in Angola                             | Botschafter beim Heiligen Stuhl             |             |
| Antigua und Barbuda         | Apostolischer Nuntius in Antigua und Barbuda                | Botschafter beim Heiligen Stuhl             |             |
| Äquatorialguinea            | Apostolischer Nuntius in Äquatorialguinea                   | Botschafter beim Heiligen Stuhl             |             |
| Argentinien                 | Apostolischer Nuntius in Argentinien                        | Botschafter beim Heiligen Stuhl             |             |
| Australien                  | Apostolischer Nuntius in Australien                         | Botschafter beim Heiligen Stuhl             |             |
| Belgien                     | Apostolischer Nuntius in Belgien                            | Botschafter beim Heiligen Stuhl             |             |
| Bolivien                    | Apostolischer Nuntius in Bolivien                           | Botschafter beim Heiligen Stuhl             |             |
| Bosnien und Herzegowina     | Apostolischer Nuntius in Bosnien und Herzegowina            | Botschafter beim Heiligen Stuhl             |             |
| Brasilien                   | Apostolischer Nuntius in Brasilien                          | Botschafter beim Heiligen Stuhl             |             |
| Bulgarien                   | Apostolischer Nuntius in Bulgarien                          | Botschafter beim Heiligen Stuhl             |             |
| Chile                       | Apostolischer Nuntius in Chile                              | Botschafter beim Heiligen Stuhl             |             |
| Taiwan, Volksrepublik China | Apostolischer Nuntius in China                              | Botschafter beim Heiligen Stuhl             |             |
| Costa Rica                  | Apostolischer Nuntius in Costa Rica                         | Botschafter beim Heiligen Stuhl             |             |
| Deutschland                 | Apostolischer Nuntius in Deutschland / Nuntiatur (ehemalig) | Botschafter beim Heiligen Stuhl / Botschaft | Beziehungen |
| El Salvador                 | Apostolischer Nuntius in El Salvador                        | Botschafter beim Heiligen Stuhl             |             |
| Estland                     | Apostolischer Nuntius in Estland                            | Botschafter beim Heiligen Stuhl             |             |
| Frankreich                  | Apostolischer Nuntius in Frankreich                         | Botschafter beim Heiligen Stuhl             |             |
| Haiti                       | Apostolische Nuntiatur für Haiti                            |                                             |             |
| Gambia                      | Apostolische Nuntiatur für Gambia                           |                                             |             |
| Georgien                    | Apostolische Nuntiatur für Georgien                         |                                             |             |
| Guinea                      | Apostolische Nuntiatur für Guinea                           |                                             |             |
| Guinea-Bissau               | Apostolischer Nuntius in Guinea-Bissau                      | Botschafter beim Heiligen Stuhl             |             |
| Indien                      | Apostolischer Nuntius in Indien                             | Botschafter beim Heiligen Stuhl             |             |
| Irak                        | Apostolischer Nuntius in Irak                               | Botschafter beim Heiligen Stuhl             |             |
| Iran                        |                                                             |                                             | Beziehungen |
| Irland                      | Apostolischer Nuntius in Irland                             | Botschafter beim Heiligen Stuhl             |             |
| Israel                      | Apostolischer Nuntius in Israel                             | Botschafter beim Heiligen Stuhl             |             |
| Italien                     | Apostolische Nuntiatur in Rom                               |                                             |             |
| Japan                       | Apostolischer Nuntius in Japan                              |                                             |             |
| Mexiko                      | Apostolischer Nuntius in Mexiko                             | Botschafter beim Heiligen Stuhl             |             |
| Kanada                      | Apostolischer Nuntius in Kanada                             | Botschafter beim Heiligen Stuhl             |             |
| Kolumbien                   | Apostolischer Nuntius in Kolumbien                          | Botschafter beim Heiligen Stuhl             |             |
| Lettland                    | Apostolischer Nuntius in Lettland                           | Botschafter beim Heiligen Stuhl             |             |
| Liberia                     | Apostolische Nuntiatur für Liberia                          |                                             |             |
| Liechtenstein               | Apostolischer Nuntius in Liechtenstein                      |                                             | Beziehungen |
| Litauen                     | Apostolische Nuntiatur für Litauen                          |                                             |             |
| Luxemburg                   | Apostolischer Nuntius in Luxemburg                          | Botschafter beim Heiligen Stuhl             |             |
| Mexiko                      | Apostolischer Nuntius in Mexiko                             | Botschafter beim Heiligen Stuhl             |             |
| Namibia                     | Apostolische Nuntiatur für Namibia                          |                                             |             |
| Niederlande                 | Apostolischer Nuntius in den Niederlanden                   |                                             |             |
| Österreich                  | Apostolischer Nuntius in Österreich                         | Botschafter beim Heiligen Stuhl             |             |
| Osttimor                    | Apostolischer Nuntius in Osttimor                           | Botschafter beim Heiligen Stuhl             | Beziehungen |
| Philippinen                 | Apostolischer Nuntius auf den Philippinen                   | Botschafter beim Heiligen Stuhl             |             |
| Polen                       | Apostolischer Nuntius in Polen                              |                                             | Beziehungen |
| Portugal                    | Apostolischer Nuntius in Portugal                           | Botschafter beim Heiligen Stuhl             | Beziehungen |
| Russland                    | Apostolischer Nuntius in Russland                           |                                             |             |
| San Marino                  | Apostolische Nuntiatur in Rom                               |                                             |             |
| Schweden                    | Apostolischer Nuntius in Schweden                           | Botschafter beim Heiligen Stuhl             |             |
| Schweiz                     | Apostolischer Nuntius in der Schweiz                        | Botschafter beim Heiligen Stuhl / Botschaft |             |
| Sierra Leone                | Apostolische Nuntiatur für Sierra Leone                     |                                             |             |
| Singapur                    | Apostolischer Nuntius in Singapur                           | Botschafter beim Heiligen Stuhl             |             |
| Spanien                     | Apostolischer Nuntius in Spanien                            | Botschafter beim Heiligen Stuhl             |             |
| Südkorea                    | Apostolischer Nuntius in Südkorea                           | Botschafter beim Heiligen Stuhl             |             |
| Südsudan                    | Apostolische Nuntiatur im Südsudan                          |                                             |             |
| Suriname                    | Apostolischer Nuntius in Suriname                           | Botschafter beim Heiligen Stuhl             |             |
| Syrien                      | Apostolischer Nuntius in Syrien                             | Botschafter beim Heiligen Stuhl             |             |
| Eswatini                    | Apostolischer Nuntius in Eswatini                           | Botschafter beim Heiligen Stuhl             |             |
| Trinidad und Tobago         | Apostolischer Nuntius in Trinidad und Tobago                | Botschafter beim Heiligen Stuhl             |             |
| Türkei                      |                                                             | Botschaft                                   |             |
| Ukraine                     | Apostolische Nuntiatur in der Ukraine                       | Botschafter beim Heiligen Stuhl             |             |
| Venezuela                   | Apostolischer Nuntius in Venezuela                          | Botschafter beim Heiligen Stuhl             |             |
| Vereinigte Staaten          | Apostolischer Nuntius in Vereinigte Staaten                 | Botschafter beim Heiligen Stuhl             |             |
| Vereinigtes Königreich      | Apostolischer Nuntius in Vereinigtes Königreich             | Botschafter beim Heiligen Stuhl             |             |

## Ehemalige diplomatische Beziehungen
| Bayern           | Apostolischer Nuntius in Bayern  | Botschafter beim Heiligen Stuhl |
| Preußen          | Apostolischer Nuntius in Preußen |                                 |
| Republik Venedig | Apostolischer Nuntius in Venedig | Gesandte beim Heiligen Stuhl    |